# Faunis phaon
Faunis phaon is een vlinder uit de familie Nymphalidae. De wetenschappelijke naam van de soort is voor het eerst geldig gepubliceerd in 1843 door Wilhelm Ferdinand Erichson.